# 3. Luftwaffen-Felddivision
Die 3. Luftwaffen-Felddivision war ein militärischer Verband der Wehrmacht während des Zweiten Weltkrieges. 

## Geschichte

### Aufstellung
Sie wurde im September 1942 unter dem Kommando des XIII. Fliegerkorps aus überschüssigem Personal der Luftwaffe auf dem Truppenübungsplatz Groß Born in Pommern aufgestellt.

### Verlegung an die Ostfront
Von November 1942 bis Oktober 1943 im Verband des II. Luftwaffen-Feldkorps (General Schlemm) an der Ostfront im Raum nördlich von Witebsk zum Einsatz. 

### Vernichtung
Während der Kämpfe nordwestlich von Welisch am Uswjattskoje-See und bei der sowjetischen Newel-Operation wurde die Division fast vollständig aufgerieben. Die noch einsatzfähigen Soldaten wurde von der 4. Luftwaffen-Felddivision und der 6. Luftwaffen-Felddivision übernommen.

### Auflösung
Die Division wurde formell am 1. November 1943 aufgelöst.

## Kommandeure
- Generalmajor Robert Pistorius 26. September 1942 – 1. November 1943